# Хапоель (Рамат-га-Шарон)
Футбольний клуб «Хапоель Нір Рамат-га-Шарон» (івр. מועדון כדורגל הפועל ניר רמת השרון), або просто «Хапоель» — ізраїльський футбольний клуб із міста Рамат-га-Шарон. Заснований 1957 року.

## Досягнення
Кубок Тото
| Турнір          | Перемог | Сезон            |
| --------------- | ------- | ---------------- |
| Другий дивізіон | 2       | 2010–11, 2012-13 |
| Третій дивізіон | 1       | 2003–04          |